# 小行星25653
小行星25653（25653 Baskaran）是一颗绕太阳运转的小行星，为主小行星带小行星。该小行星于2000年1月20日发现。

## 轨道参数
小行星25653的轨道半长轴为425 131 186 km，2.8417860 UA，离心率为0.034。